# Laodiké Pontuská
Laodiké (řecky Λαοδικη) byla ve 3. století př. n. l. princezna z Pontusu a jedna z dcer Mithridata II. Pontuského a Laodiké. Její sestrou byla Laodiké III., první manželka Antiocha III. Velikého, a jejím bratrem byl Mithridatés III. Pontuský. Provdala se za svého vzdáleného bratrance z matčiny strany, seleukovského generála Áchaia. Polybios mimochodem zmiňuje, že před svatbou vyrůstala v Selgé v Pisidii (v dnešním Turecku), v péči Logbasise, občana tohoto místa.